# Like My Dog
«Like My Dog Let Me Down Easy» — песня американского кантри-певца и автора-исполнителя Билли Каррингтона, вышедшая 10 октября 2011 года на лейбле Mercury Nashville в качестве четвёртого сингла из его четвёртого студийного альбома Enjoy Yourself (2010). Песню, ставшую одиннадцатым сингла в его карьере, написали Харли Аллен и Скотти Эмерик, а продюсировали Карсон Чемберлен и Билли Каррингтон.
Джимми Баффетт записал кавер-версию этой песни для своего альбома 2023 года Equal Strain on All Parts.

## Отзывы
Билли Дьюкс из Taste of Country оценил песню в четыре с половиной из пяти звёзд, назвав её «милой и немного поверхностной, но её невозможно игнорировать или не влюбиться в неё». Мэтт Бьорк из Roughstock поставил песне четыре звезды из пяти, написав, что это «умная и бесспорно кантри мелодия с непринуждённой мелодией, которая подходит сильному кантри-голосу Билли».

## Чарты
«Like My Dog» дебютировал на 53-м месте в американском кантри-чарте Billboard Hot Country Songs в неделю за 22 октября 2011 года.

### Еженедельные чарты
| Чарт (2011—2012)                     | Высшая позиция |
| ------------------------------------ | -------------- |
| Канада (Billboard Country)           | 33             |
| США (Billboard Hot Country Songs)    | 24             |
| США Billboard Bubbling Under Hot 100 | 2              |

### Годовые итоговые чарты
| Чарт (2012)                       | Позиция |
| --------------------------------- | ------- |
| США Hot Country Songs (Billboard) | 98      |